# Итальянские концессии и форты в Китае
Итальянские концессии и форты в Китае — заморские концессиональные территории и сеттльменты в Китае под управлением Королевства Италия в период с 1901 по 1947 год.

## Общая история
После подавления Ихэтуаньского восстания, которое было организовано не без помощи китайского императорского двора в надежде изгнать «варваров» из Китая, пять европейских держав получили возможность создания концессий в Китае, в их числе и Королевство Италия. Для создания концессий был выбран город Тяньцзинь, где уже с конца XIX столетия были концессии Великобритании и Франции. Город получил железнодорожное сообщение с Пекином. В дальнейшем итальянская концессия существовала в городе дольше остальных и была ликвидирована только в начале 1947 года.

## Итальянская концессия в Тяньцзине
Итальянская концессия в городе Тяньцзинь была основана 7 сентября 1901 года. Её управление осуществлялось итальянским губернатором. На территории концессии проживали итальянские дипломаты, торговые представители, военные, а также их семьи и обслуживающий персонал. Вместе с другими иностранными концессиями итальянская находилась в районе реки Хайхэ. В 1918 году в результате поражения Австро-Венгрии в Первой мировой войне её концессия в Тяньцзине отошла итальянцам. В 1919 году на территории концессии было создано вооружённое формирование Легионе Редента. С конца 20-х годов были построены даже небольшие форты и прочие укрепления, поскольку угроза со стороны китайского правительства и националистически настроенных китайских сил была постоянно.
В 1925 году в концессии были размещены регулярные войска в составе моряков полка «Сан-Марко», а также построена казарма «Эрманно Карлотто», названная в честь итальянского военного погибшего во время Ихэтуаньского восстания.
В 20—30-е годы концессия развивалась. На её территории были построены: католический храм, мемориал героям Первой мировой войны на площади Королевы Елены, вилла губернатора, спортивный центр. У концессии была даже собственная футбольная команда.
В 1937 году японская армия захватила Тяньцзин, и все иностранные концессии были конфискованы японцами, а их жители, как мирные, так и военные отправлены в лагеря для военнопленных. Поскольку итальянцы в 1937 году подписали Антикоминтерновский пакт, а значит, являлись политическими союзниками, японцы позволили итальянской концессии существовать. Однако на это существование был наложен ряд ограничений и оговорок.
10 сентября 1943 года, после того, как Королевство Италия вышло из Второй мировой войны и подписало со странами антигитлеровской коалиции капитуляцию, японские войска заняли итальянскую концессию. В 1944 году они передали её теперь уже представителям вновь образованной Итальянской Социальной Республики. Итальянская концессия была ликвидирована в начале 1947 года и передана властям Китайской Республики, когда Италия стала отказываться от своих колониальных владений.

### Губернаторы итальянской концессии
- Чезаре Пома (1901—1903)
- Джузеппе Киостри (1904—1906)
- Оресте Да Велла (1906—1911)
- Винченцо Вилети (1912—1920)
- Марчелло Роддоло (1920—1921)
- Луиджи Габриэлли Куэрчита (1921—1924)
- Гуидо Сегре (1925—1927)
- Луиджи Нейроне (1927—1932)
- Филиппо Заппи (1932—1937)
- Феруччио Стефенелли (1937—1943)

## Итальянская концессия в Шанхае
В отличие от концессий в Тяньцзине, сеттльменты в Шанхае являлись китайской территорией, сдаваемой в аренду иностранным державам. Они образовывали Шанхайский международный сеттльмент, который управлялся представителями иностранных держав арендаторов, в число которых входило в том числе и Королевство Италия.
В 1937 году сеттльмент был оккупирован японскими войсками. Однако его существование продолжилось вплоть до 1943 года.

## Галерея

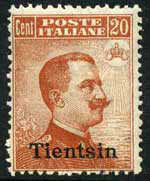
Итальянская почтовая марка Тяньцзина с изображением короля Виктора Эммануила II
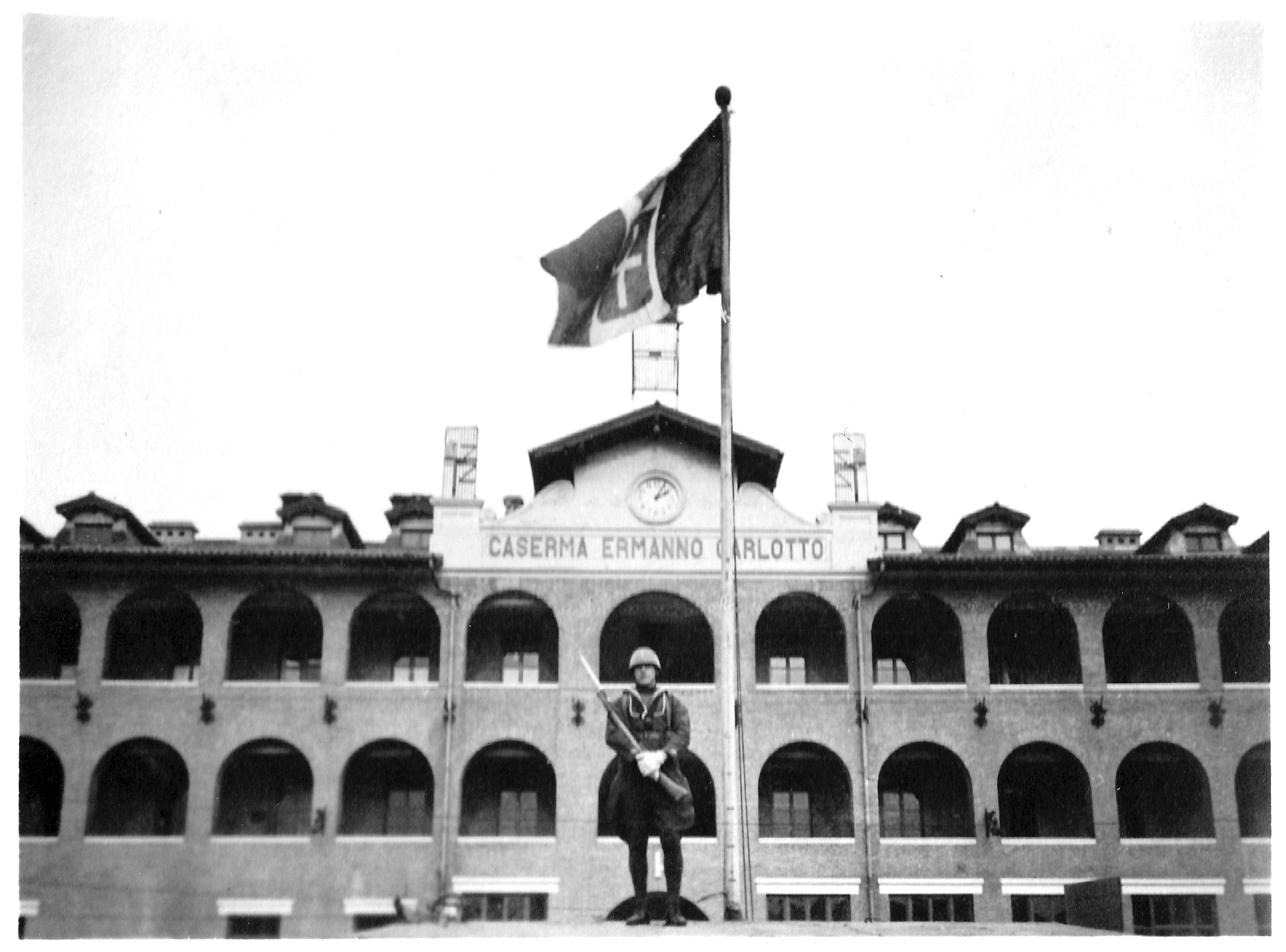
Казарма «Эрманно Карлотто» и караульный морской пехотинец (1939)
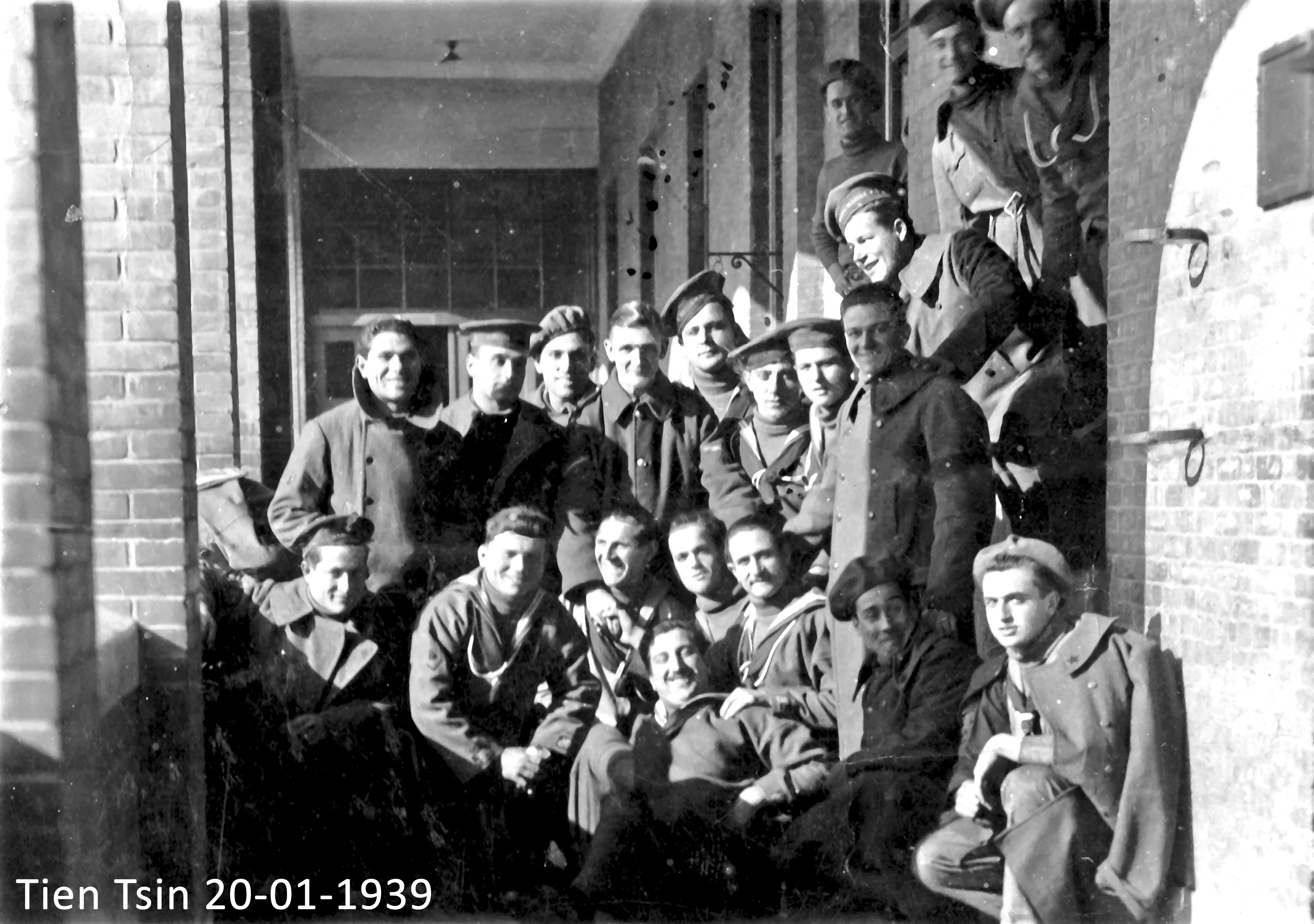
Итальянские военные в казарме «Эрманно Карлотто»
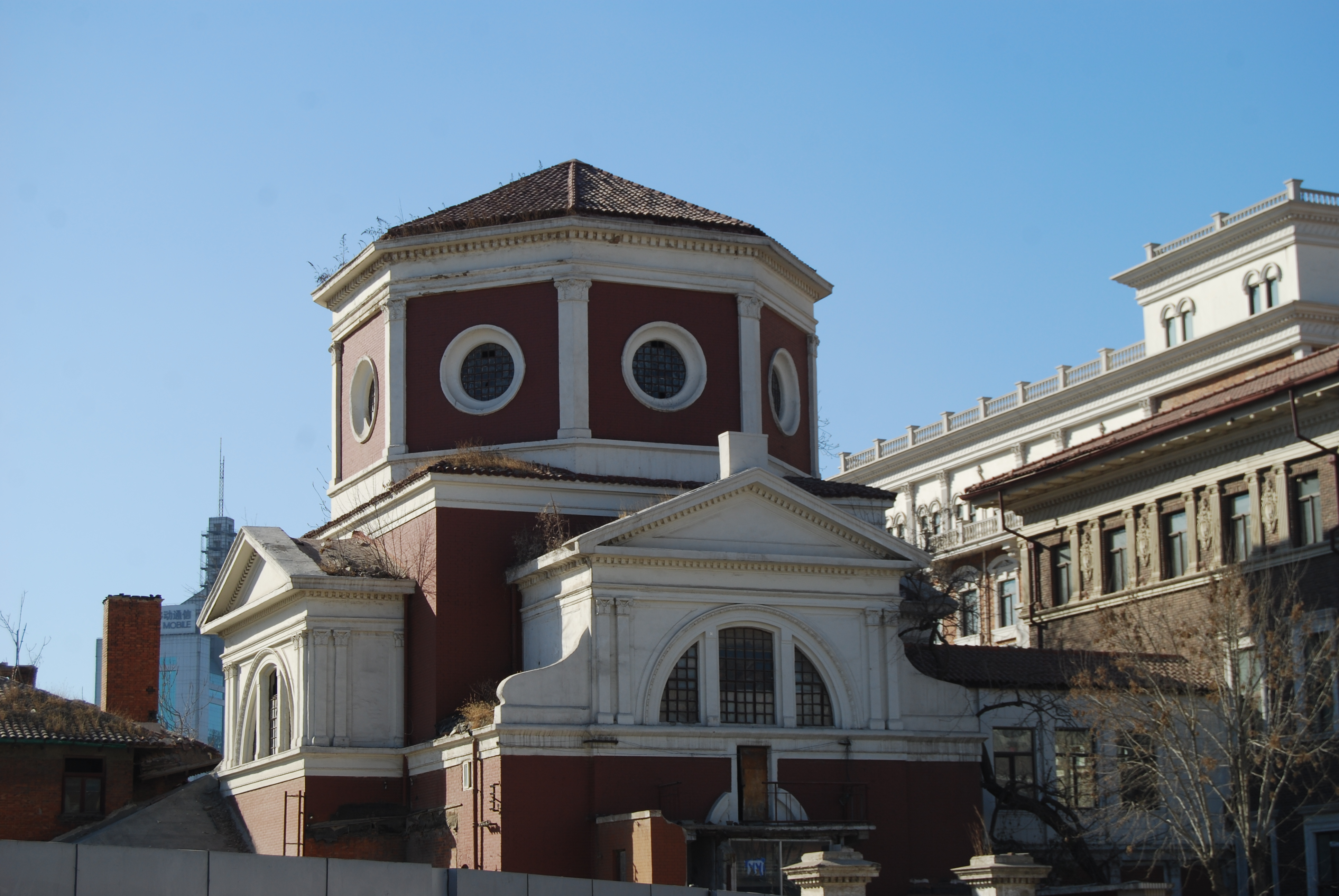
Францисканская Церковь Святого Сердца
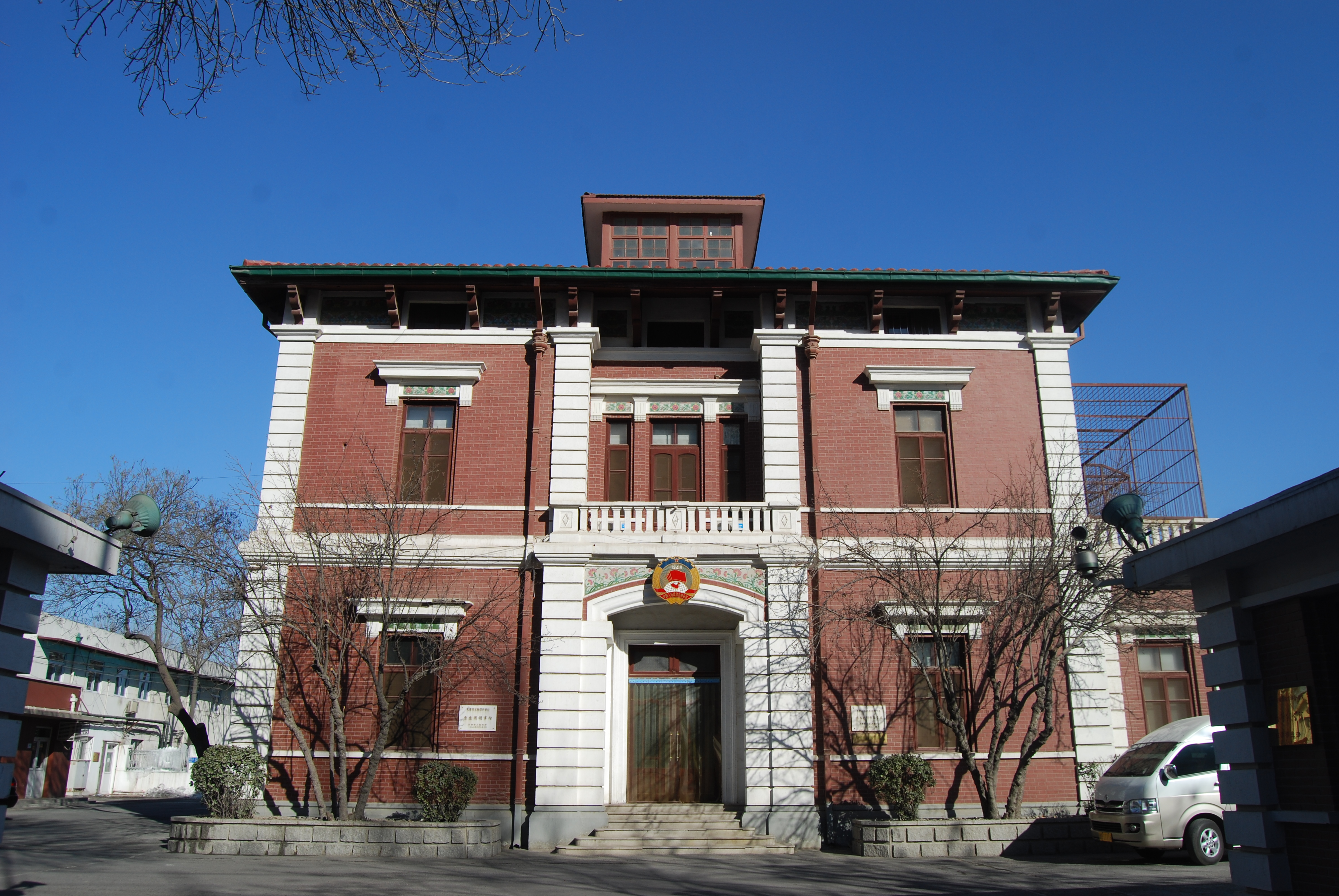
Дом губернатора итальянской концессии
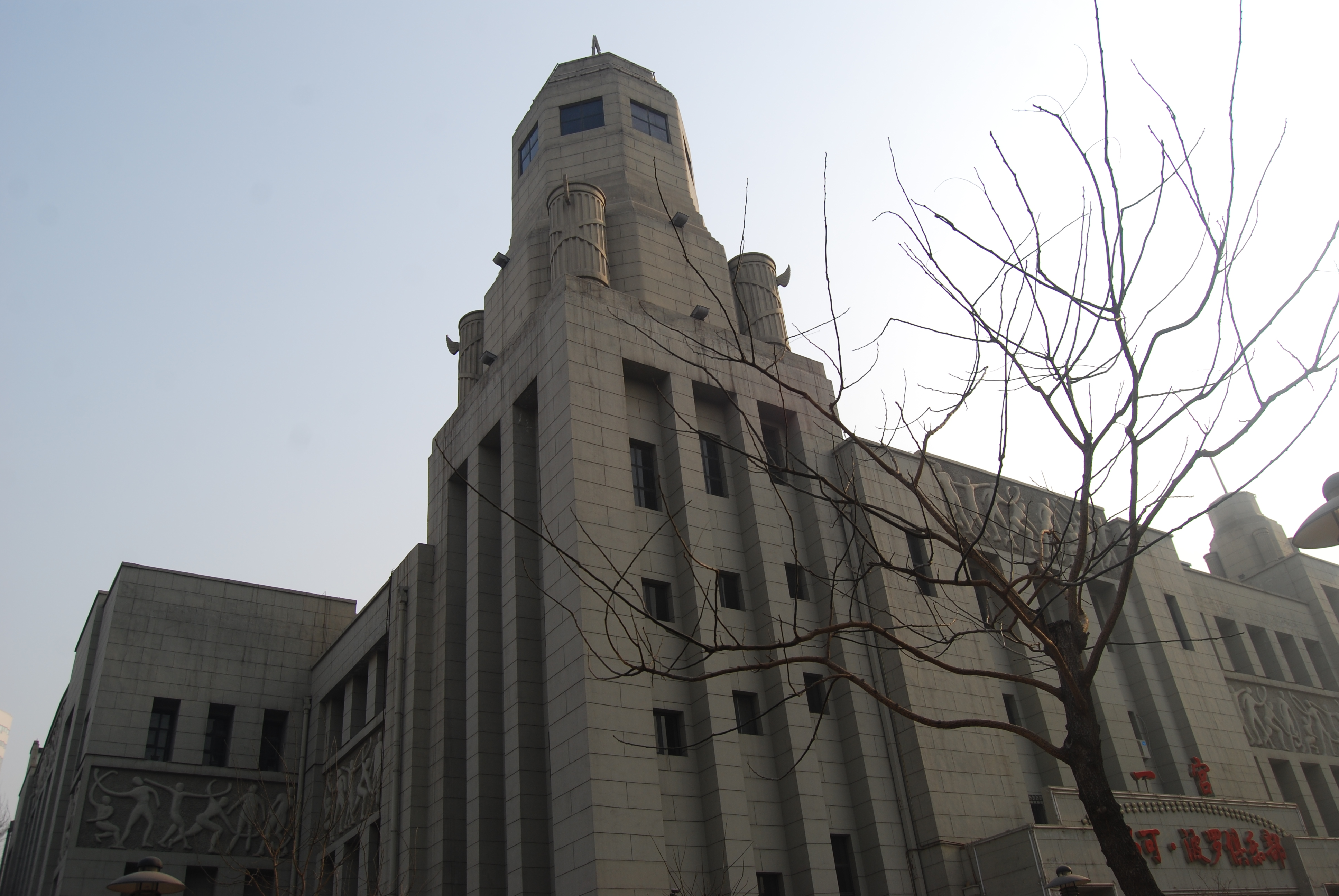
Бывший дворец итальянской культуры. Хорошо видны архитектурные элементы в виде ликторских фасций — символа итальянского фашизма